# Antonio Rotta
Antonio Rotta (Gorizia, 1828-Venecia, 1903) fue un pintor italiano de obras de género de la segunda mitad del siglo XIX.

## Biografía
Nacido en Gorizia, se mudó a Venecia. Desde 1841 asistió a la Academia de Bellas Artes de la ciudad.
Del matrimonio de Antonio Rotta con una hija de Lattanzio Querena nació su único hijo, Silvio Giulio (1853-1913), quien se convirtió en su alumno.
Cultivó la pintura de género, una temática pictórica dedicada a escenas de la vida cotidiana, y el retrato. Primeras ilusiones, El desayuno, El zapatero y El borracho se encuentran en este grupo. También produjo bodegones y recreaciones histórico-religiosas, como El ladronzuelo en el gallinero, El cazador, Francisco I rey de Francia y su hermana, La conversión de San Pablo camino de Damasco o La muerte de una polaca que luchaba entre los rebeldes. En este grupo se encuadra el más conocido de sus cuadros patrióticos, La muerte de Garibaldi.
En 1853 participó en la Exposición de Bellas Artes en Milán con el cuadro histórico titulado Tiziano Vecellio instruye en pintura a Irene di Spilimbergo. En 1878 ganó el premio de la exposición anual del Salón del Louvre de París. En 1891 expuso en Berlín, y tres años más tarde participó en la exposición artística de Gorizia con el cuadro Estrella de mar.
Sus obras se pueden encontrar en diversos museos de Europa y América, como el Museo Nacional de Finlandia o el Museo de Arte de Filadelfia. En Italia se exponen obras suyas en el Museo Revoltella, de Trieste, y su propia ciudad natal, cuyos Museos Provinciales de Historia y Arte albergan varios de sus retratos. Algunas obras han sido adquiridas para colecciones privadas extranjeras.
El comité organizador de la Bienal de Arte de Venecia de 1932, con ocasción del trigésimo aniversario de la muestra, dedicó una sección especial a la obra póstuma de Antonio Rotta.
La ciudad de Gorizia tiene una calle con su nombre.

## Premios artísticos
- Medalla Exposición Universal de Viena (1873)
- Medalla Salón de París, Museo del Louvre (1878)
- Premio Exposición Universal de París (1878)
- Premio Academia de Bellas Artes de Venecia (Academia de Venecia)

## Museos
Las obras de Antonio Rotta se exhiben en varios museos:
- Philadelphia Museum of Art, Estados Unidos de América
- MAM - Milwaukee Art Museum,[6] Estados Unidos de América
- The Walters Art Museum,[2] Estados Unidos de América
- Museo Kiasma, Museum of Contemporary art, Helsinki, Finlandia
- Museo Revoltella, Trieste[7]
- Civici Musei di Storia ed Arte, Trieste (inv. 20075)
- Musei Provinciali di Storia ed Arte di Gorizia
- Raccolte d'arte dell'Ospedale Maggiore, Milán
- Museo della Fondazione Cassa di Risparmio di Gorizia[8]
- Museo civico di Padova
- MAG Museo Alto Garda, Arco, Riva del Garda
- Fondazione Palazzo Coronini Cronberg
- Museo provinciale della grande guerra
- Civico museo d'arte orientale, Trieste[9]

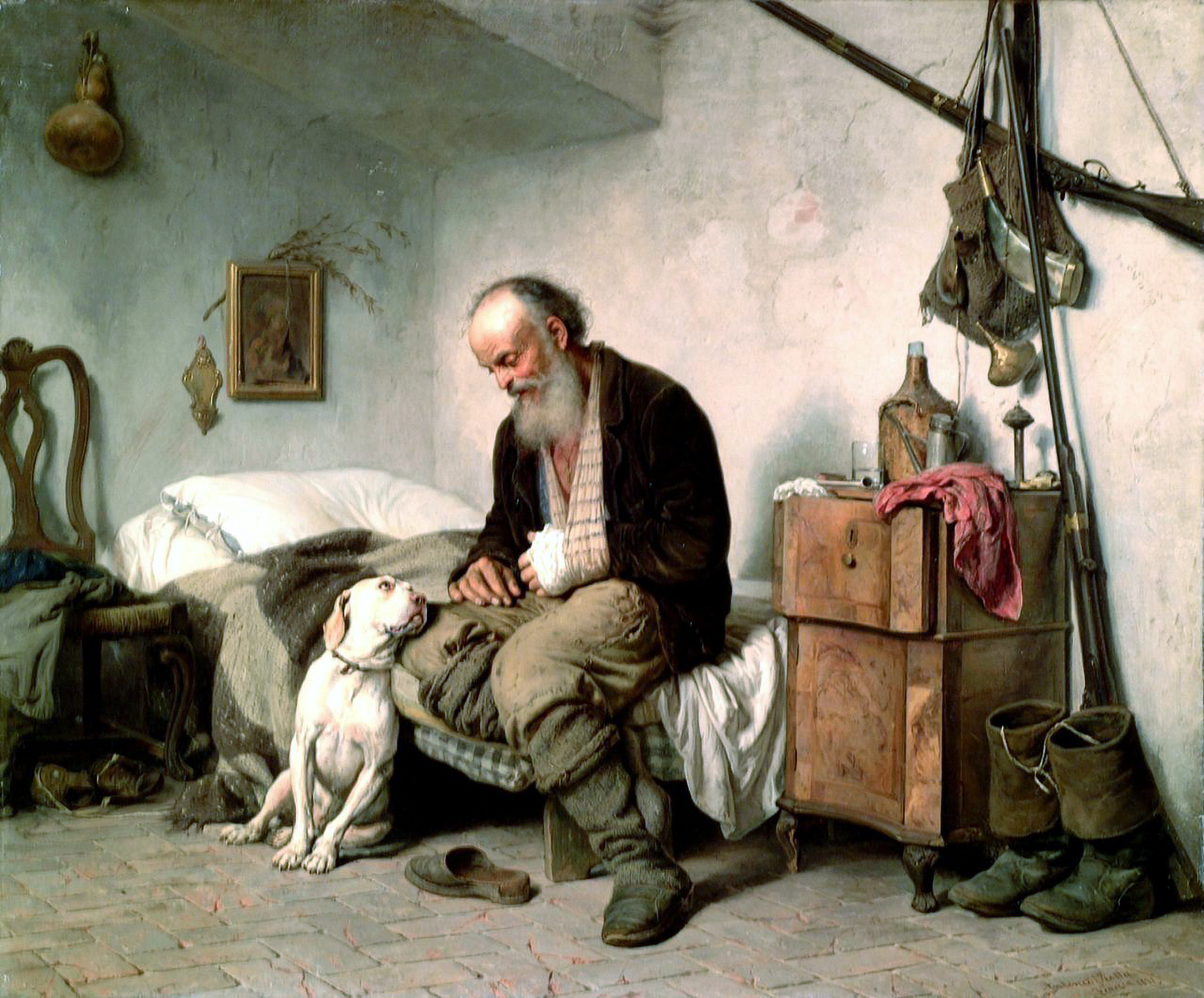
El cazador, 1872.
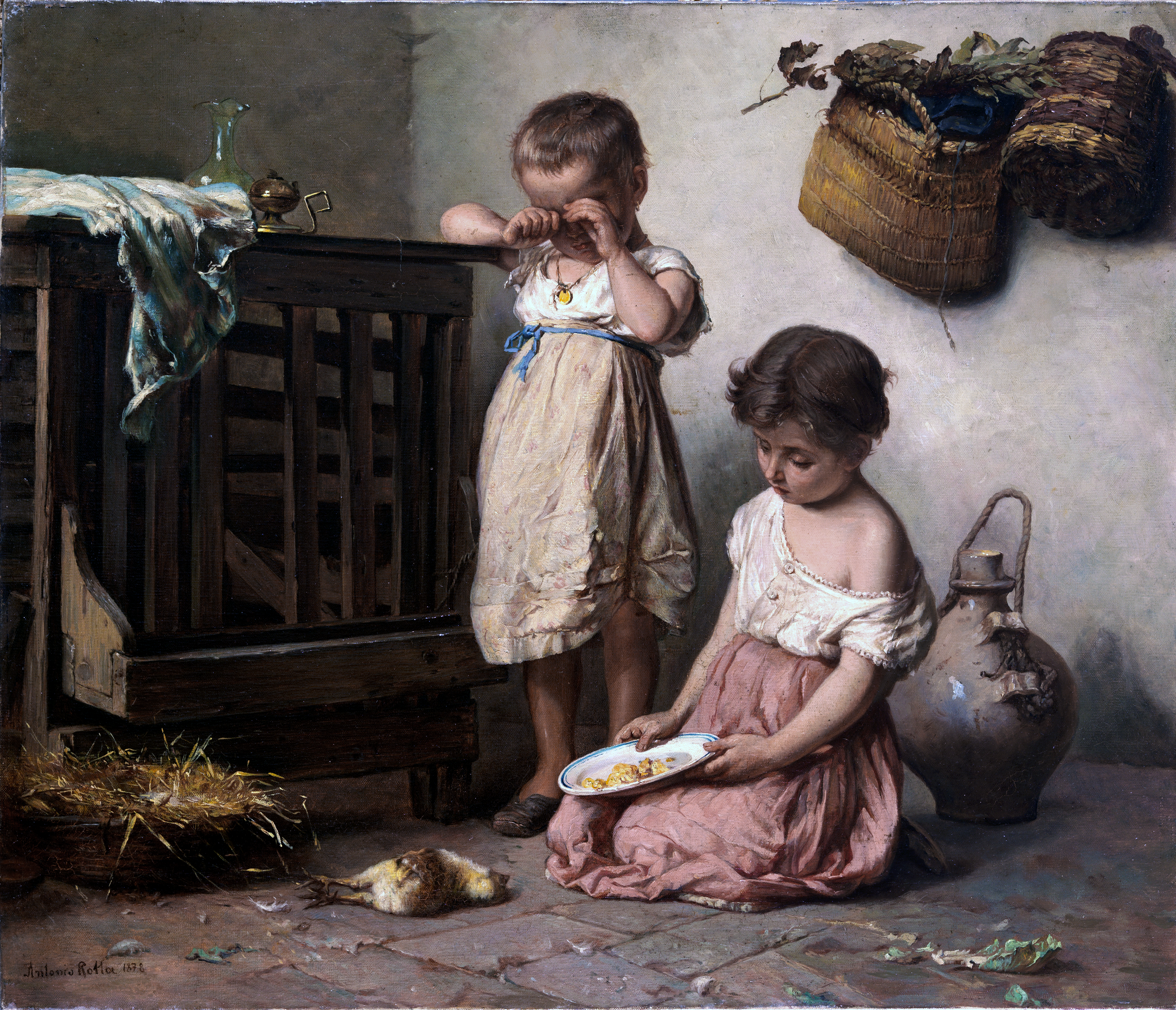
La muerte del pollito, 1878.
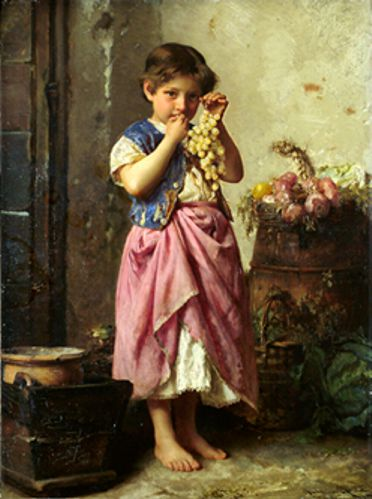
Niña y uvas, 1884.